# Даласини
Даласините (на гръцки: Δαλασσηνός (м.р., Даласин), Δαλασσηνή (ж.р., Даласина) или Δαλασσηνοί (мн. ч, Даласини) са византийско аристократично семейство, придобило известност и влияние през XI век.

## Произход и издигане
Фамилното име на семейството произлиза от родното място на предците им – малоазийския град Даласа (вероятно съвременен Талас в Източна Турция). Етническите корени на Даласините не са известни, но според арменския историк Никохайос Адонц те най-вериятно са били арменци. Имената на известните членове на фмилията обаче не са арменски и повечето учени се колебаят да приемат предложението на Адонц.
Първият известен член на семейството е магистър Дамян Даласин, който заема важния пост на атиохийски дука през 995/996 – 998 г.. Неговите синове също достигат висши длъжности: двама от тях – Константин и Теофилакт, също заемат поста дука на Антиохия, докато Роман Даласин е катепан на Иверия.
Изтокът и по-специално Антиохия са били основната база, върху която първоначално се крепи влиянието на семейството през първите десетилетия на XI век, тъй като първите представители на тази фамилия са заемали длъжността дука на Антиохия. Въпреки това източниците ясно свидетелстват, че центърът на техните обширни поземлени владения през XI век се е намирал в тема Армениакон, но не е ясно къде Даласините успяват да установят наново своите владения, след като областта е завладяна от селджукските турци.
По-специално Константин е бил фаворит на император Константин VIII (1025 – 1028 г.), който според сведенията обмислял да го посочи за свой наследник малко преди смъртта си. При Роман III Аргир (1028 – 1034) семейството остава лоялно на властта, поне на външен вид. Константин Даласин обаче е обвиняван в някои източници, че е изиграл решаваща роля за провала на кампанията на Роман III срещу емира на Алепо през 1030 г. След това Константин се очертава като водач на аристократичната опозиция по време на управлението на Михаил IV Пафлагон (1034 – 1041) и Михаил V (1041 – 1042). Това довежда до репресивни мерки – затвор или заточение, – предприети срещу по-голямата част от семейството от министъра на Михаил IV Йоан Орфанотроф. След свалянето на Михаил V през 1042 г. Константин Далсин отново е разглеждан като потенциален император от императрица Зоя (1028 – 1050 г.); императрицата обаче вижда Константин като човек със строги принципи и независим характер и в крайна сметка избира Константин IX Мономах (1042 – 1055).
През 1060-те и 1070-те години членове на фамилията, чиято връзка с магистъра Дамян и неговите синове не е изяснена, служат предимно като висши командири на Балканите, каквито са случаите с дука на Скопие Дамян през 1073 г. и дука на Солун Теодор около 1062 г.Най-голяма известност и влияние обаче семейство Даласини придобиват чрез брака на амбициозната и способна Анна Даласина (правнучка по майчина линия на магистър Дамян Даласин) и Йоан Комнин – по-малкия брат на генерала и император Исак I Комнин (1057 – 1059). Анна полага неимоверни усилия за издигането на синовете ѝ в дворцовата йерархия, докато в крайна сметка синът ѝ Алексий I Комнин не се възкачва на престола през 1081 г. По време на честите отсъствия на Алексий от Константинопол тя де факто управлява от негово име като регент на Византийската империя.

## По-късни членове
Адмиралът Константин Даласин играе значителна роля в първите години от царуването на Алексий I Комнин, но повечето членове на семейството, известни след това, са граждански служители. Най-изтъкнатият Даласин от XII век е Йоан Рогерий Даласин, който става кесар около 1138 г. и организира заговор срещу Мануил I Комнин (1143 – 1180).
Името на Даласините остава известно до края на XII век, но след този период и в по-късната империя хора с тази фамилия се появяват рядко, и то сред по-ниските слоеве на обществото.

## Препратки
1. ↑  ODB, с. 578, "Dalassenos" (A. Kazhdan); Krsmanović 2003, Chapter 2.
2. ↑  Cheynet & Vannier 1986, с. 76–78; Kazhdan & Epstein 1985, с. 63; Krsmanović 2003, Chapter 3.
3. ↑  ODB, с. 578, "Dalassenos" (A. Kazhdan); Krsmanović 2003, Chapter 3; Kazhdan & Epstein 1985, с. 63–64.
4. ↑  Kazhdan & Epstein 1985, с. 64; Cheynet & Vannier 1986, с. 80.
5. ↑  Kazhdan & Epstein 1985, с. 64; Cheynet & Vannier 1986, с. 80 - 81; Krsmanović 2003, Chapter 4.
6. ↑  Cheynet & Vannier, с. 81; Krsmanović 2003, Chapter 4.
7. 1 2  ODB, с. 578, "Dalassenos" (A. Kazhdan); Krsmanović 2003, Chapter 5.
8. ↑  ODB, с. 578, "Dalassenos" (A. Kazhdan); Krsmanović 2003, Chapter 6.
9. ↑  ODB, с. 578, "Dalassenos" (A. Kazhdan); Krsmanović 2003, Chapter 7.